# Bank of the West Classic 1994
Il Bank of the West Classic 1994 è stato un torneo di tennis giocato sul sintetico indoor. È stata la 24ª edizione del torneo, che fa parte della categoria Tier II nell'ambito del WTA Tour 1994. Si è giocato a Oakland negli Stati Uniti, dal 31 ottobre al 6 novembre 1994.

## Campionesse

### Singolare
Arantxa Sánchez Vicario ha battuto in finale  Martina Navrátilová con il punteggio di 1–6, 7–6(5), 7–6(5)

### Doppio
Lindsay Davenport /  Arantxa Sánchez Vicario hanno battuto in finale  Gigi Fernández /  Martina Navrátilová con il punteggio di 7–5, 6–4